# Pojistné plnění
Pojistné plnění je částka, kterou pojišťovna při pojištění vyplácí v případě pojistné události. Příjemcem pojistného plnění je tzv. oprávněná osoba, kterou je obvykle přímo pojištěný (který může ale nemusí být totožný s plátcem pojistného – pojistníkem); u životního pojištění jím je v případě smrti pojištěného obmyšlený.
- U „klasického“ škodového pojištění (pojištění, jehož účelem je náhrada úbytku majetku vzniklého v důsledku pojistné události[2]), závisí výše této částky závisí především na tom, jaká pojistní událost (např. krádež) nastala a jaká byla při ní způsobena škoda.
- U obnosového pojištění (pojištění, jehož účelem je získání obnosu, tj. dohodnuté finanční částky v důsledku pojistné události ve výši, která je nezávislá na vzniku nebo rozsahu škody[3]), závisí především na tom, zda pojistná událost (např. dožití se 65 let) nastala.

U obou pojištění závisí pojistné plnění i na podmínkách konkrétní pojistné smlouvy a k ní přiložených pojistných podmínkách.

## Pojistné výluky
Součástí pojistných podmínek je seznam výluk. Podpisem smlouvy pojištěný souhlasí, že v případě pojistných výluk má pojišťovna právo zamítnout nebo zkrátit pojistné plnění. Nejběžnější pojistné výluky:
- zavinění pojistné události pod vlivem alkoholu, léků, drog a jiných omamných látek,
- způsobení nehody v důsledku nevyhovujícího technického stavu vozidla,
- teroristický útok, válečné události, vnitrostátní nepokoje.